# Reinhard Rother
Reinhard Rother (* 13. Oktober 1964) ist ein ehemaliger deutscher Fußballspieler. In der höchsten Spielklasse des DDR-Fußballs, der Oberliga, spielte er für den 1. FC Magdeburg, die Sachsenring Zwickau und Energie Cottbus.

## Sportliche Laufbahn
Mit 13 Jahren kam Rother 1978 zum Nachwuchsbereich des 1. FC Magdeburg. Als Juniorenspieler bestritt er acht Länderspiele mit der DDR-Juniorenationalelf. Nachdem er 1983 für den Männerbereich spielberechtigt wurde, setzte ihn der Fußballclub in der 2. Mannschaft ein, die in der drittklassigen Bezirksliga Magdeburg spielte. Dort machte er als Stürmer mit guten Leistungen auf sich aufmerksam, sodass ihn Trainer Claus Kreul zum Ende der Rückrunde der Saison 1983/84 schon in sechs Punktspielen der DDR-Oberliga einsetzte. Dort bestritt Rother am 31. März 1984 in der Begegnung Wismut Aue – 1. FCM (0:0) sein erstes Spiel, als er noch in 88. Minute für den Mittelfeldspieler Wolfgang Steinbach eingewechselt wurde. Schon bei seinem zweiten Oberligaeinsatz am 7. April 1984 bestritt er die volle Spielzeit und erzielte zwei Tore beim 3:2-Heimsieg gegen Hansa Rostock. Aufgrund dieser positiven Entwicklung wurde Rother für die Saison 1984/85, noch als Schüler, in den Oberligakader als etatmäßiger Stürmer aufgenommen. In diesem Jahr bestritt er mit 14 Einsätzen schon mehr als die Hälfte der 26 Punktspiele. Obwohl er in fünf Begegnungen die vollen 90 Minuten spielte, kam er doch über die Rolle des Ersatzmanns nicht hinaus und war mit nur einem Tor auch nicht sehr erfolgreich.
So sollte er zunächst im Sommer 1985 den Neuzugängen Markus Wuckel und Ralf Kleiminger Platz machen und wurde in die 2. Mannschaft zurückgestuft. Da jedoch die etatmäßigen Stürmer Windelband und Cebulla längere Zeit nicht einsatzbereit waren, wurde Rother unvorhergesehen mit 25 Punktspieleinsätzen, davon zehn über volle 90 Minuten und meist in der Startelf, zum Stammspieler. 1986/87 wurde Rother vom Dresdner Zugang Dirk Losert verdrängt und kam nur noch auf zehn Punktspieleinsätze. Am 1. Oktober 1986 kam er zu seinem einzigen Europapokaleinsatz. In der Begegnung 1. FCM – Athletic Bilbao (1:0) wurde er in der 60. Minute als rechter Stürmer eingewechselt. Nachdem Rother in der Spielzeit 1987/88 ebenfalls noch einmal zehn Oberliga-Punktspiele bestritten hatte, verließ er am Ende der Saison den 1. FC Magdeburg mit einer Bilanz von 65 Oberligaspielen und 10 Toren innerhalb von vier Jahren.
Im Sommer 1988 schloss sich Rother dem Oberligaaufsteiger Sachsenring Zwickau an. Auch dort wurde er als Stürmer eingesetzt, bestritt 25 Punktspiele und war mit fünf Toren erfolgreichster Schütze seiner Mannschaft. Allerdings konnte auch er nicht verhindern, dass die Zwickauer nach einem Jahr wieder absteigen mussten. Daraufhin trennte sich Rother wieder von Sachsenring und meldete sich zur Saison 1989/90 beim Oberligisten Energie Cottbus an. Ebenfalls als etatmäßiger Stürmer kam er in zwei Spielzeiten auf 29 Erstligaeinsätze, war aber nur mit einem Tor erfolgreich.
Nachdem Cottbus 1991 die Qualifikation für den Profifußball verpasst hatte, kehrte Rother zum 1. FC Magdeburg zurück, der ebenfalls in die Amateur-Oberliga abgestiegen war. Dort war er noch bis 1994 in der 1. Mannschaft aktiv und bestritt in dieser Zeit 68 Punktspiele, in denen er 23 Tore erzielte.
Nachdem der FCM die Qualifikation zur neuen Regionalliga verpasst hatte, folgte Rother zusammen mit Frank Siersleben seinem ehemaligen Mannschaftskameraden Rolf Döbbelin, der Trainer bei SV Fortuna Magdeburg war. Mit Fortuna schaffte er den Aufstieg in die viertklassige Oberliga. Hier beendete Rother 1999 seine sportliche Laufbahn. Seither kickt er in der Traditionsmannschaft des FCM. Von 2004 bis 2006 war Rother noch einmal beim Landesligisten VfB Ottersleben unter Trainer Döbbelin aktiv.